# محوطه جابر
محوطه جابر مربوط به دوره اشکانیان - دوره ساسانیان است و در شهرستان گیلانغرب، بخش مرکزی، دهستان حومه، ۴۰۰ متری شمال غرب روستای جابر واقع شده و این اثر در تاریخ ۲۶ اسفند ۱۳۸۷ با شمارهٔ ثبت ۲۵۷۰۳ به‌عنوان یکی از آثار ملی ایران به ثبت رسیده است.